# Indrag
Indrag av kanterna vid vävning orsakar ofelbart att varptrådar brister eftersom belastningen på de yttre trådarna blir för stor. Både vävsked och väven i sig far illa av indragna kanter. Vävskedens lameller tenderar att böjas och bågna, till följd att efterkommande vävar kan få en gles linje längs med hela tyget. Väven/tyget blir fult i kanterna av indraget, eftersom vävskeden pressar ut varpen vid anslaget, kanterna töjs därmed ut och resultatet blir en väv med böljande kanter.
Vävspännare bör användas och flyttas ofta för att undvika indrag.